# Ryan Wilson (ishockeyspelare)
Ryan Wilson, född 3 februari 1987, är en kanadensisk före detta professionell ishockeyspelare som spelade i National Hockey League (NHL) för Colorado Avalanche.

## Spelarkarriär
Wilson spelade först juniorhockey med Toronto St. Michael's Majors i Ontario Hockey League (OHL) i tre säsonger innan det blev spel i Sarnia Sting säsongen 2006-07, där han också var lagkapten. Han spelade i OHL All-Star 2007 och avslutade säsongen 2006-07 med karriärhöga 17 mål och 75 poäng på 68 matcher för Sting.
Som odraftad blev Wilson inbjuden till ett träningsläger med Philadelphia Flyers 2007, innan han återvände till OHL och sin sista juniorsäsong med Sting 2007-08.
Efter sin juniorkarriär undertecknade Ryan, som var free agent, ett treårigt kontrakt med Calgary Flames den 1 juli 2008. Under säsongen 2008-09 gjorde Wilson sin debut med Flames farmarlag Quad City Flames i AHL. Den 4 mars 2009 byttes Wilson av Flames tillsammans med Lawrence Nycholat och ett draftval i andra omgången till Colorado Avalanche för Jordan Leopold. Han tilldelades därefter en plats i Avalanches farmarlag Lake Erie Monsters i AHL, där han avslutade säsongen.
Wilson började säsongen 2009-10 med Monsters innan han blev hämtad till Avalanches NHL-lag 12 oktober 2009. Han gjorde sin NHL-debut med Avalanche i en 3-2-seger mot Montreal Canadiens 14 oktober 2009. Han gjorde sin första poäng, ett assist, mot Carolina Hurricanes 23 oktober 2009. Den 17 november 2009 gjorde Wilson sitt första NHL-mål i en 3-2-seger över Calgary Flames. Wilson drabbades några månader senare av en hjärnskakning, vilket gjorde att han missade ett par matcher, men han avslutade ändå säsongen som etta i plus/minus-statistiken (+13) och kom på tredjeplatsen i poängligan för backarna med 21 poäng. Den 25 juni 2012  rapporterades det att Wilson hade skrivit ett nytt treårskontrakt med Avalanche.
Under de följande säsongerna med Avalanche kunde Wilson inte delta i så många matcher på grund av skador. Hans sista säsong med Avalanche blev 2014–15, då han deltog i tre matcher. I november 2014 skrev han kontrakt med den ryska ishockeyklubben Ak Bars Kazan för spel i KHL, där han gjorde något av en comeback och deltog i 24 matcher, säsongen 2015-16. 
I september 2016 blev Wilson klar för den schweiziska ishockeyklubben HC Lugano i Nationalliga A.

## Statistik

### Klubbkarriär
| 2003–04    | Toronto St. Michael's Majors | OHL        | 58  | 3  | 22 | 25 | 88  | 18 | 3 | 7 | 10 | 16 |
| 2004–05    | Toronto St. Michael's Majors | OHL        | 68  | 13 | 24 | 37 | 149 | 10 | 4 | 5 | 9  | 12 |
| 2005–06    | Toronto St. Michael's Majors | OHL        | 64  | 12 | 49 | 61 | 145 | 4  | 1 | 3 | 4  | 12 |
| 2006–07    | Sarnia Sting                 | OHL        | 68  | 17 | 58 | 75 | 136 | 4  | 1 | 3 | 4  | 14 |
| 2007–08    | Sarnia Sting                 | OHL        | 58  | 7  | 64 | 71 | 84  | 9  | 0 | 7 | 7  | 19 |
| 2008–09    | Quad City Flames             | AHL        | 60  | 4  | 16 | 20 | 56  | —  | — | — | —  | —  |
| 2008–09    | Lake Erie Monsters           | AHL        | 8   | 0  | 2  | 2  | 25  | —  | — | — | —  | —  |
| 2009–10    | Lake Erie Monsters           | AHL        | 3   | 0  | 0  | 0  | 17  | —  | — | — | —  | —  |
| 2009–10    | Colorado Avalanche           | NHL        | 61  | 3  | 18 | 21 | 36  | 4  | 0 | 1 | 1  | 0  |
| 2010–11    | Colorado Avalanche           | NHL        | 67  | 3  | 13 | 16 | 68  | —  | — | — | —  | —  |
| 2011–12    | Colorado Avalanche           | NHL        | 59  | 1  | 20 | 21 | 33  | —  | — | — | —  | —  |
| 2012–13    | Colorado Avalanche           | NHL        | 12  | 0  | 3  | 3  | 8   | —  | — | — | —  | —  |
| 2013–14    | Colorado Avalanche           | NHL        | 28  | 0  | 6  | 6  | 12  | 4  | 0 | 2 | 2  | 2  |
| 2013–14    | Lake Erie Monsters           | AHL        | 1   | 0  | 0  | 0  | 0   | —  | — | — | —  | —  |
| 2014–15    | Colorado Avalanche           | NHL        | 3   | 0  | 0  | 0  | 0   | —  | — | — | —  | —  |
| 2015–16    | Ak Bars Kazan                | KHL        | 24  | 0  | 3  | 3  | 25  | 7  | 2 | 0 | 2  | 36 |
| 2016–17    | HC Lugano                    | NLA        | 32  | 2  | 10 | 12 | 34  | 7  | 0 | 3 | 3  | 2  |
| 2017–18    | KalPa                        | Liiga      | 39  | 1  | 11 | 12 | 39  | 6  | 0 | 0 | 0  | 12 |
| 2018–19    | KalPa                        | Liiga      | 54  | 1  | 13 | 14 | 53  | —  | — | — | —  | —  |
| 2019–20    | KalPa                        | Liiga      | 35  | 0  | 6  | 6  | 10  | —  | — | — | —  | —  |
| NHL totalt | NHL totalt                   | NHL totalt | 230 | 7  | 60 | 67 | 157 | 8  | 0 | 3 | 3  | 2  |